# مزرعة فتح عليان (حومة دامغان)
مزرعة فتح علیان (بالإنجليزية: Mazraeh-ye Fath Alian)‏ هي مستوطنة تقع في إيران في منطقة مركزية ريفية.